# Hi8

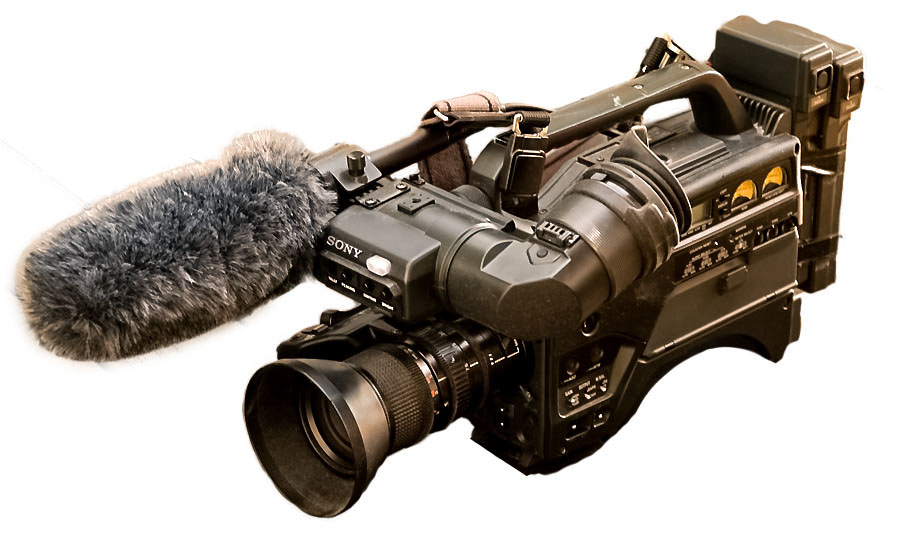
Profesjonalny kamkorder Hi8 (Sony EVW-300)

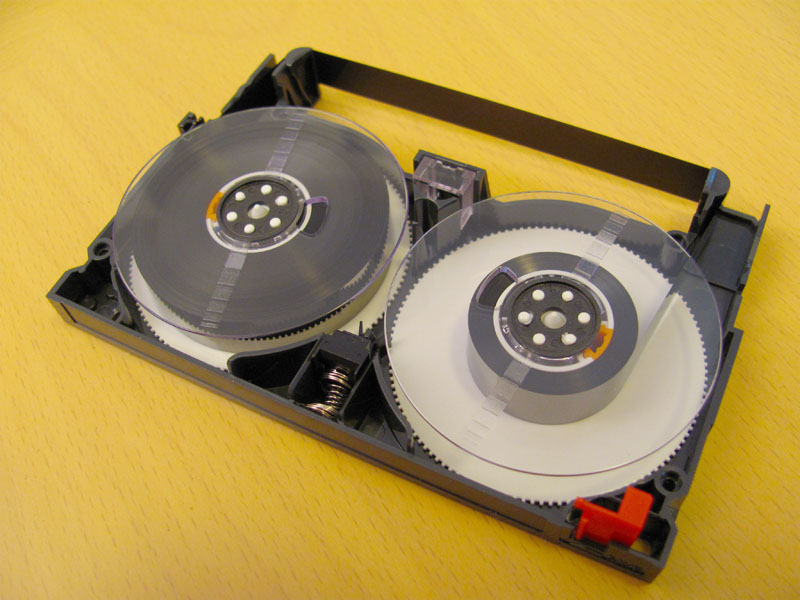
Wnętrze kasety 8 mm Hi8

Hi8 – (ang. High 8 mm) standard analogowego zapisu audio-wideo o podwyższonej rozdzielczości wprowadzony przez Sony w 1989 roku.
Charakteryzuje się rozdzielczością na poziomie 400 linii i możliwością zapisu dźwięku w postaci stereofonicznej. Jest rozwinięciem formatu Video8. Stosowany w półprofesjonalnych kamerach wideo w latach 90. i do niedawna w amatorskich kamerach Sony i Canon. Wykorzystywany również w niektórych zastosowaniach profesjonalnych, ze względu na przenośność sprzętu Hi8 i rozdzielczość obrazu zbliżoną do emisyjnej. W 2005/2006 roku modele Hi8 zostały wycofane z produkcji, wyparte przez standard MiniDV.
Następny wprowadzony przez Sony na rynek format Digital8, oparty na formacie Hi8, odtwarza starsze, analogowe kasety Video8 i Hi8, jak również zapisuje dane na tych nośnikach w postaci cyfrowej. W ostatnich produkowanych modelach kamer firma Sony wycofała się z oferowania zgodności w dół; co spowodowało brak możliwości odczytu formatów analogowych (Video8 i Hi8) w kamerach Digital8. Informacje o tym podane są w specyfikacji poszczególnych modeli.